# Pierre Frieden

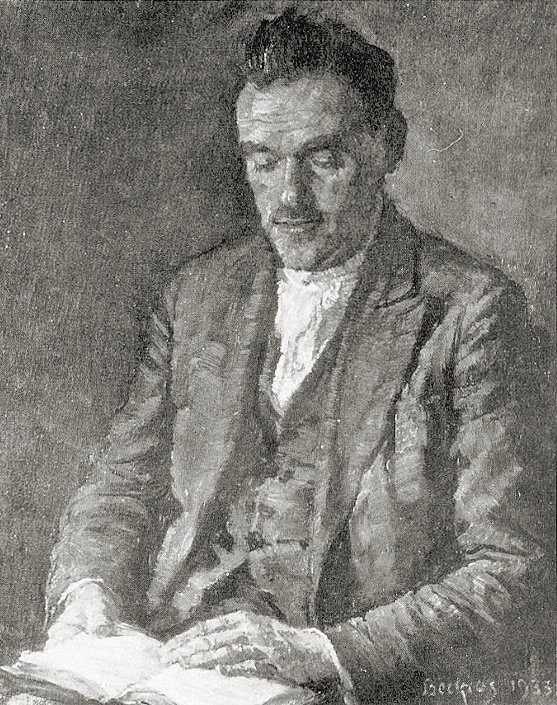
Pierre Frieden (1933)

Pierre Frieden (* 28. Oktober 1892 in Mertert; † 23. Februar 1959 in Zürich) war ein luxemburgischer christsozialer Politiker und Schriftsteller.
Zwischen 1912 und 1916 studierte Frieden in Luxemburg, Freiburg im Üechtland, Zürich, Genf und München Philosophie und Literatur. 1919 nahm Frieden eine Stelle als Lehrer am Gymnasium von Diekirch an. Später wechselte er an das Athenäum in Luxemburg und schließlich an den Cours Supérieur.
Von 1929 bis 1942 war er Direktor der Bibliothèque nationale de Luxembourg. Am 1. Oktober 1942 wurde er durch das NS-Regime entlassen. Zwischen dem 18. September und dem 4. November 1942 war er im KZ Hinzert inhaftiert.
Nach der Befreiung Luxemburgs 1944 wurde Frieden im Kabinett von Ministerpräsident Pierre Dupong Minister für Erziehung, Kultur und Wissenschaften. Am 3. Juli 1951 übernahm er zusätzlich von Eugène Schaus das Innenressort. Nach dem Tod von Dupong im Dezember 1953 behielt er diese Ämter auch im Kabinett von Dupongs Nachfolger Joseph Bech.
Am 29. März 1958 wurde Frieden nach dem Rücktritt von Bech zum luxemburgischen Ministerpräsidenten gewählt. Im Dezember 1958 trat er aus gesundheitlichen Gründen zurück und verstarb kurze Zeit später im Alter von 66 Jahren.
Pierre Frieden war seit 1946 mit Madeleine Frieden-Kinnen der ersten luxemburgischen Ministerin verheiratet.